# Godzilla (pel·lícula de 1954)
Godzilla (títol original en anglès: Gojira) és una pel·lícula fantàstica japonesa (també titulada Kaiju eiga), dirigida per Ishirō Honda i estrenada el 1954. Ha estat doblada al català.

## Argument
Una sèrie de catàstrofes marítimes ocupen la crònica japonesa. El responsable és una criatura gegantina i radioactiva que sorgeix del fons de l'oceà Pacífic. El monstre fa via cap a Tòquio, sembrant la mort i la destrucció en un Japó de postguerra ja traumatitzat pels bombardeigs atòmics d'Hiroshima i Nagasaki. En el mateix moment, el doctor Serizawa crea el Oxygen Destructor, una invenció destinada a anul·lar tota forma de vida submarina en un gran camp d'acció. Ogata i Emiko intenten convèncer el científic d'utilitzar la invenció contra el monstre, però aquest últim nega que la seva creació sigui utilitzada per fins militars...t

## Repartiment
- Akira Takarada: Hideto Ogata
- Momoko Kōchi: Emiko Yamane
- Akihiko Hirata: Daisuke Serizawa-hakase
- Takashi Shimura: Kyohei Yamane-hakase
- Fuyuki Murakami: El professor Tanabe
- Sachio Sakai: El periodista Hagiwara
- Toranosuke Ogawa: El director de la societat Nankai
- Miki Hayashi: El president del comitè
- Takeo Oikawa: El cap de salvament
- Seijiro Onda: El parlamentari Oyama
- Tsuruko Mano: la mare de Shinkichi
- Toyoaki Suzuki: Shinkichi, el jove germà de Masaji
- Ren Yamamoto: El pescador Masaji
- Kokuten Kodo: El vell pescador
- Kin Sugai: Ozawa-san

## Al voltant de la pel·lícula
El 1952, King Kong té una reestrena mundial a la pantalla gran, en una versió certament censurada (els anys 1950 són més pudibunds que els anys 1930, i els passatges més explícits - mossegades en primer pla, indígenes aixafats, despullament de Fay Wray… - són suprimits), però el seu èxit reporta una fortuna al box-office. Aquest negoci no passa inadvertit als ulls dels productors del món sencer, incloent-hi els del Japó, del costat de la Tōhō...
El 1953, és doncs evident que les pel·lícules de monstres són una bona font d'ingressos, i diversos projectes són posats en marxa pels estudis. El francès Eugène Lourié realitza així The Beast from 20,000 Fathoms, que explica els estralls causats per un dinosaure bastant fantàstic, el Redosaure. Aquest, tret del seu son per proves nuclears, arriba a Nova York i acaba per ser abatut gràcies a un projectil irradiat que destrueix els seus teixits interns. Tret del fet que aquesta pel·lícula mai no hauria vist el dia sense l'èxit de King Kong l'any precedent, s'ha de destacar que els excel·lents efectes especials són de Ray Harryhausen, l'alumne de Willis O'Brien, que justament s'havia posat a l'stop-motion descobrint amb admiració King Kong el 1933.
El productor japonès Tomoyuki Tanaka que acabava de veure un gran projecte abandonat, pensa a fer una pel·lícula de monstres. Diversos tipus de monstres són proposats (un pop gegant, després un monstre goril·la-balena), sota el nom de Gojira. Barreja de Gorira (goril·la) i Kujira (balena).
La primera motllura de Godzilla: The Gorilla Whale version (1953).
El novel·lista de ciència-ficció Shigeru Kayana és contractat per escriure el guió. La història prenia un gir més «gòtic» a la Frankenstein, una pel·lícula de suspens creuada de casa freqüentada i de kaiju eiga, directament inspirat en King Kong i del Monstre dels Temps Perduts. Aquest projecte va ser abandonat... Però el monstre que és retingut per la Tōhō és un dinosaure atòmic. El nom Gojira es va conservar.
Un dels noms potencials per a Godzilla ha estat Anguirus. Serà utilitzat a la segona pel·lícula per a un altre monstre.
El títol de base era Katei niman mairu karakita no dai-kaiju , és a dir «el gran monstre vingut de 20.000 llegües sota els mars». Però aquest títol massa oportunista i molt de la sèrie Z, va ser abandonat aviat. El guió aleshores va ser simplement designat per «G» de «Gegant».
Per encarnar el monstre, es va utilitzar una tècnica que serà pròpia del gènere: un acròbata disfressat. L'escultor Sadami Toshimitsu va construir tres prototips en argila del monstre. El primer model reduït s'apropava al tiranosaure però amb un cap més gran i un cos era cobert de closques (Gojira és una criatura amfíbia). El segon model, anomenat «Gojira abonyegat», s'allunyava del tiranosaure. Més massís, les seves closques van ser suprimides, reemplaçades per una pell coberta de protuberàncies. Finalment, va ser escollit el tercer prototip, el «Gojira caiman»: presentava les característiques i les proporcions del «Gojira abonyegat» però el gra de la pell consistia en nombroses protuberàncies epidèrmiques disposades de manera lineal i més composta. Després del prototip, Sadami Toshimitsu i Kanzi Yagi van construir el «vestit» de Gojira, sota la supervisió de Tsuburaya. Però Gojira no és només interpretat per Haruo Nakajima en un vestit. També s'ha utilitzat una petita marioneta animada pels dits de la mà d'un tècnic, així com una petita figura mecànica telecomandada.
El primer Gojira va ser rodat a Toba i Tòquio, sota la direcció d'Inoshiro o Ishirō Honda el 1954 i Akira Ifukube a la música. Aquesta pel·lícula va ser un gran èxit al Japó amb més de 9 milions d'espectadors.